# Роке-дель-Эсте
Роке-дель-Эсте (исп. Roque del Este) — небольшой необитаемый скалистый остров в Атлантическом океане, принадлежащий к архипелагу Чинихо. Самый восточный из всех островов. Относится к муниципалитету Тегисе провинции Лас-Пальмас.
Остров находится в 12 км к северо-востоку от острова Лансароте. Является вулканическим островом, целиком состоит из вулканических пород и песков. Роке-дель-Эсте — часть Природного парка Архипелага Чинихо.